# Catégorie opposée
En théorie des catégories, une branche des mathématiques, la catégorie opposée ou catégorie duale {\displaystyle C^{\text{op}}} d'une catégorie {\displaystyle C} donnée est la catégorie formée en inversant les morphismes, c'est-à-dire en échangeant la source et le but de chaque morphisme de {\displaystyle C}. En effectuant l’inversion deux fois, on obtient à nouveau la catégorie d’origine ; en symboles, {\displaystyle (C^{\text{op}})^{\text{op}}=C}.

## Exemples
- Si (X,≤) est un ensemble partiellement ordonné, on peut lui associer une catégorie C(X,≤) dont les objets sont les éléments de X, avec une flèche fx,y de x vers y si x≤y. Alors la catégorie opposée à C(X,≤)  est la catégorie associé à l'ordre ≥, défini par

x ≥ y si et seulement si y ≤ x.
- Étant donné un semi-groupe ( S, ·), on peut définir le semi-groupe opposé comme ( S, ·) op = ( S, *) où x * y ≔ y · x pour tout x, y dans S . Cette construction fonctionne également pour les groupes et pour les anneaux, appliquée au semi-groupe multiplicatif de l'anneau.

## Propriétés
La catégorie opposée préserve les produits :
{\displaystyle (C\times D)^{\text{op}}\cong C^{\text{op}}\times D^{\text{op}}}
La catégorie opposée préserve les foncteurs :
{\displaystyle (\mathrm {Funct} (C,D))^{\text{op}}\cong \mathrm {Funct} (C^{\text{op}},D^{\text{op}})} ,
De plus, dans la catégorie opposée sont échangés sommes et produits, sommes amalgamées et produits fibrés, limites inductives et limites projectives.